# Bioativação
Bioativação ou Ativação Biológica de Sistemas Agrícolas de Produção refere-se a práticas que visam resgatar as condições necessárias para um ótimo estabelecimento da cultura. Ações que proporcionam e influenciam positivamente o aumento e equilíbrio populacional dos microrganismos do solo e sua simbiose com as plantas, favorecendo a expressão plena do potencial produtivo da cultura. 
É por meio de Bioativadores que podemos ativar a planta a ter maior resistência a doenças, melhor eficiência na capacidade de absorver nutrientes do solo, auxiliar no equilíbrio do agroecossistema, bem como promover a biodiversidade dos solos, para que haja maior desempenho na produção agrícola e menor dependência de insumos externos.
Resultando na promoção da vida, de forma natural e duradoura. 

## Produtos bioativadores
Penergetic SolosBioativador de solos
1. Aumenta e equilibra as atividades microbiológicas no solo.

Penergetic PlantasBioativador de plantas :
BioAktiv Feed
Aditivo de ração animal
1. Disponibiliza mais energia ao processo fotossintético e facilita a interação planta – microrganismo benéfico.